# Martina Kraml
Martina Kraml (* 1956 in Bregenz) ist eine österreichische Religionspädagogin.

## Leben
Sie besuchte von 1970 bis 1974 das musisch-pädagogische Realgymnasium in Egg (Vorarlberg). Von 1974 bis 1976 absolvierte sie die Ausbildung zur Volksschullehrerin an der Pädagogischen Akademie des Bundes in Feldkirch. Von 1976 bis 1979 arbeitete sie als Volksschullehrerin in Schwarzenberg (Vorarlberg).
Von 1979 bis 1986 studierte sie selbständige Religionspädagogik und christliche Philosophie an der Katholisch-Theologischen Fakultät der Universität Innsbruck. Von 1985 bis 1990 unterrichtete sie an verschiedenen Schultypen (Allgemeine Sonderschule, Volksschule, AHS). Von 2000 bis 2002 lehrte sie an der Religionspädagogischen Akademie der Diözese Innsbruck.
Nach dem Doktoratsstudium (1998–2001) im Fachbereich Katechetik/Religionspädagogik und Fachdidaktik mit der Dissertation: „Miteinander Essen und Trinken. Kulturtheoretisch-theologische Prolegomena für die Mahlkatechese“ wurde sie 2002 Universitätsassistentin am Institut für Praktische Theologie. Nach dem Abschluss des Doktoratsstudiums (2000–2002) wurde sie Vertragsassistentin am Institut für Praktische Theologie. 2010 wurde sie Assistenzprofessorin am Institut für Praktische Theologie.
Nach der Habilitation 2013 in den Fachbereichen Katechetik/Religionspädagogik und Religionsdidaktik mit der Habilitationsschrift „Dissertation gestalten im Raum der Möglichkeiten. Eine theologiedidaktische Studie zu Dissertationsprozessen mit besonderer Aufmerksamkeit auf die Entwicklung empirischer Forschung“ wurde sie 2013 assoziierte Professorin am Institut für Praktische Theologie. 2017 wurde sie zur Universitätsprofessorin für Katechetik/Religionspädagogik und -didaktik der Katholisch-Theologischen Fakultät der Universität Innsbruck ernannt. Damit war sie nach Herlinde Pissarek-Hudelist die zweite Frau in dieser Position. 2023 wurde sie aus dem Fachbereich verabschiedet. Seit 2023 ist sie Universitätsprofessorin an der Katholisch-Theologischen Fakultät und an der Fakultät für LehrerInnenbildung (School of Education) sowie dort Studiendekanin. Sie ist im Forschungszentrum Religion – Gewalt – Kommunikation – Weltordnung tätig und Mitherausgeberin der Studien zur Interreligiösen Religionspädagogik.
Martina Kraml ist verheiratet mit Hans Kraml und Mutter von drei Kindern.

## Forschungsschwerpunkte
- Interreligiöse Religionspädagogik und Religionsdidaktik
- Wissenschaftsdidaktik
- Wissenschaftstheorie
- Begriff der Bildung
- Kommunikative Theologie
- Islamische Religionspädagogik
- Interreligiöse, muslimisch-christliche Zusammenarbeit
- Konzept der Kontingenz und Kontingenzbegegnung
- Pluralität und Heterogenität
- Kontingenzsensible qualitativ-empirische Forschung
- Ess- und Trinkforschung, Eucharistiekatechese[4][1]

## Publikationen (Auswahl)

### Monographien
- Kreml, Martina; Sejdini, Zekirija; Bauer, Nicole; Kolb, Jonas: Konflikte und Konfliktpotentiale in interreligiösen Bildungsprozessen. Empirisch begleitete Grenzgänge zwischen Schule und Universität. (Studien zur interreligiösen Religionspädagogik, 3). Kohlhammer, Stuttgart 2020, ISBN 978-3-17-035490-6.
- Sejdini, Zekirija; Kraml, Martina; Scharer, Matthias: Becoming Human. Fundamentals of Interreligious Education and Didactics from a Muslim-Christian Perspective. Peter Lang, Wien [u. a.] 2020, ISBN 978-1-78874-721-9.
- Kraml, Martina: Anderes ist möglich. Eine theologiedidaktische Studie zu Kontingenz im Raum der Wissenschaften. (Kommunikative Theologie, 19). Matthias Grünewald, Ostfildern 2019. ISBN 978-3-7867-3159-7.
- Sejdini, Zekirija; Kraml, Martina; Scharer, Matthias: Mensch werden. Grundlagen einer interreligiösen Religionspädagogik und -didaktik aus muslimisch-christlicher Perspektive. (Studien zur interreligiösen Religionspädagogik, 1). Kohlhammer, Stuttgart [u. a.] 2017, ISBN 978-3-17-031488-7.

### Sammelbände
- Sejdini, Zekirija; Kraml, Martina: Interreligiöse Bildung zwischen Kontingenzbewusstsein und Wahrheitsansprüchen. (Studien zur interreligiösen Religionspädagogik, 4). Kohlhammer, Stuttgart [u. a.] 2020, ISBN 978-3-17-033682-7.
- Juen, Maria; Sejdini, Zekirija; Tuna, Mehmet Hilmi; Kraml, Martina: Dritte „Tagung der Fachdidaktik“ 2017 Religiöse und (sozio-)kulturelle Vielfalt in Fachdidaktik und Unterricht. (Innsbrucker Beiträge zur Fachdidaktik, 6). IUP, Innsbruck 2019. ISBN 978-3-903187-63-4.
- Kraml, Martina; Sejdini, Zekirija: Interreligiöse Bildungsprozesse. Empirische Einblicke in Schul- und Hochschulkontexte. (Studien zur interreligiösen Religionspädagogik, 2). Kohlhammer, Stuttgart [u. a.] 2018, ISBN 978-3-17-031490-0.